# Megachile kirbyi
Megachile kirbyi är en biart som beskrevs av Kohl 1906. Megachile kirbyi ingår i släktet tapetserarbin, och familjen buksamlarbin. Inga underarter finns listade i Catalogue of Life.